# Pseudagrion rusingae
Pseudagrion rusingae är en trollsländeart som beskrevs av Elliot C.G. Pinhey 1956. Pseudagrion rusingae ingår i släktet Pseudagrion och familjen dammflicksländor. Inga underarter finns listade i Catalogue of Life.